# Michele Bartoli
Michele Bartoli es un ex ciclista italiano. Nació en Pisa el 27 de mayo de 1970. Su gran especialidad eran las clásicas de un día, era un Clasicómano. Su mayor logro como profesional fueron las cinco victorias en carreras monumentos del ciclismo y la clasificación General Final Copa del Mundo conseguidas en los años 1997 y 1998. Compitió como profesional desde el año 1992 hasta el 2004.

## Biografía
Inició su carrera en el Mercatone Uno, equipo en el que estuvo durante cuatro años. A continucación, militó en el equipo MG-Tehcnogym con el cual se llevó la clasificación de la UCI en 1997. Resultado de que repetiría al año siguiente pero esta vez en las filas del equipo Asics, en este mismo año llegó el debut profesional de Paolo Bettini que competía junto a Bartoli.
Tras la llegada de Bettini, Bartoli perdió el papel de líder del equipo marchándose de este modo a las filas del Mapei (1999-2001) y obteniendo victorias en la Flecha Valona, general de la Tirreno-Adriático, entre otras.
En 2002 fichó por Fassa Bortolo y se llevó grandes clásicas de un día como la Amstel Gold Race o el Giro de Lombardía, esta última en dos ocasiones consecutivas.
En 2004 ficha por el Team CSC equipo en el que dice adiós al ciclismo.
Tras los escándalos de la Operación Puerto, La Gazzetta dello Sport le relacionó con el médico español Eufemiano Fuentes con el código "Sansón". Sansón es el nombre de su perro.

## Palmarés
| 1994 - 1 etapa del Giro de Italia - Flecha Brabançona - G.P. Pino Cerami - Criterium de los Abruzzos 1995 - Tres días de La Panne, más 1 etapa 1996 - Tour de Flandes - Giro del Veneto - Giro d'Emilia - Giro Reggio Calabria, más 1 etapa - Gran Premio Industria y Artigianato-Larciano - 1 etapa de la Tirreno-Adriático - 1 etapa de la Vuelta a Suiza - G. P. de Fourmies - 3.º en la Copa del Mundo - 3.º en el Campeonato Mundial en Ruta 1997 - Lieja-Bastogne-Lieja - 2 etapas de la Tirreno-Adriático - 1 etapa del Tour del Mediterráneo - Copa del Mundo - Trofeo Laigueglia - Gran Premio de Frankfurt - Trofeo Melinda 1998 - Giro Reggio Calabria más 1 etapa - Tres días de La Panne - Lieja-Bastogne-Lieja - Campeonato de Zúrich - 2 etapas del Tour del Mediterráneo - Copa del Mundo - 3.º en el Campeonato Mundial en Ruta - 1 etapa del Giro de Italia - GP Kanton Aargau - Giro de la Romagna | 1999 - Tirreno-Adriático - 1 etapa de la Vuelta a Andalucía - 1 etapa de la Vuelta a la Comunidad Valenciana - Flecha Valona - Flecha Brabançona 2000 - Campeonato de Italia en Ruta - 1 etapa de la Vuelta a Andalucía - Gran Premio de Plouay 2001 - Het Volk - 2.º en el Campeonato de Italia en Ruta - Gran Premio Ciudad de Camaiore 2002 - Amstel Gold Race - Giro de Lombardía - Tour del Mediterráneo, más 1 etapa - Milán-Turín - 1 etapa del Giro de la Provincia de Lucca - 3.º en la Copa del Mundo 2003 - Giro de Lombardía - Giro de Lazio - 1 etapa del Tour de Valonia |

## Resultados

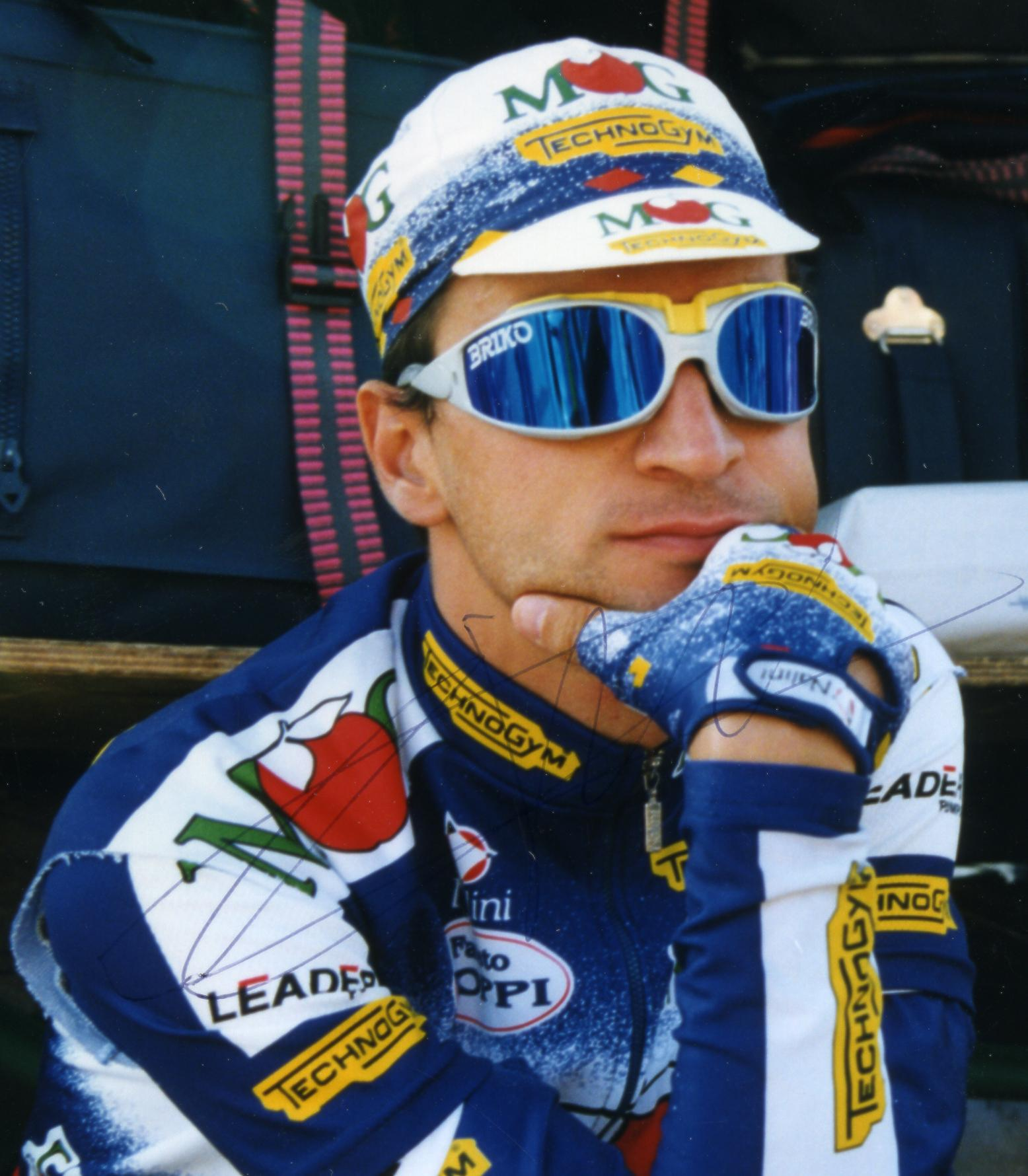
Bartoli en 1997.

### Grandes Vueltas
Durante su carrera deportiva ha conseguido los siguientes puestos en Grandes Vueltas y carreras de un día.

### Clásicas, Campeonatos y JJ. OO.
| Carrera               | Carrera               | 1993          | 1994          | 1995          | 1996 | 1997          | 1998          | 1999          | 2000 | 2001          | 2002          | 2003          | 2004  |
| --------------------- | --------------------- | ------------- | ------------- | ------------- | ---- | ------------- | ------------- | ------------- | ---- | ------------- | ------------- | ------------- | ----- |
| Omloop Het Nieuwsblad | Omloop Het Nieuwsblad | —             | —             | —             | —    | —             | —             | —             | —    | 1.º           | —             | —             | —     |
|                       | Milan San Remo        | 25.º          | —             | 5.º           | 12.º | 5.º           | 8.º           | 64.º          | 39.º | 11.º          | 45.º          | 110.º         | 120.º |
| E3 Harelbeke          | E3 Harelbeke          | 19.º          | 25.º          | —             | 30.º | 59.º          | 2.º           | 4.º           | Ab.  | —             | —             | 53.º          | 37.º  |
| Gante-Wevelgem        | Gante-Wevelgem        | 9.º           | 19.º          | 24.º          | —    | —             | —             | —             | Ab.  | —             | Ab.           | —             | —     |
|                       | Tour de Flandes       | —             | 41.º          | 7.º           | 1.º  | 7.º           | 6.º           | 4.º           | 96.º | 15.º          | 55.º          | 16.º          | 58.º  |
| Flecha Brabanzona     | Flecha Brabanzona     | 19.º          | 1.º           | 34.º          | —    | 66.º          | —             | 1.º           | 15.º | —             | —             | 11.º          | 10.º  |
| Amstel Gold Race      | Amstel Gold Race      | —             | 34.º          | 10.º          | 13.º | 6.º           | 3.º           | 15.º          | —    | 7.º           | 1.º           | 16.º          | 15.º  |
| Flecha Valona         | Flecha Valona         | 7.º           | —             | —             | —    | 4.º           | 5.º           | 1.º           | —    | 11.º          | 3.º           | 40.º          | 73.º  |
|                       | Lieja-Bastoña-Lieja   | —             | —             | 3.º           | 44.º | 1.º           | 1.º           | 4.º           | —    | 28.º          | 59.º          | 22.º          | 27.º  |
| Clásica San Sebastián | Clásica San Sebastián | 108.º         | 36.º          | 90.º          | 67.º | 81.º          | 60.º          | —             | 47.º | 18.º          | 16.º          | —             | —     |
| Campeonato de Zúrich  | Campeonato de Zúrich  | —             | 63.º          | —             | 2.º  | 6.º           | 1.º           | —             | 11.º | 53.º          | 6.º           | 34.º          | 24.º  |
| París-Tours           | París-Tours           | 37.º          | 69.º          | 9.º           | 6.º  | 14.º          | 69.º          | —             | —    | 82.º          | 98.º          | 60.º          | —     |
|                       | Giro de Lombardía     | 47.º          | —             | 3.º           | 37.º | 4.º           | 4º            | —             | 5.º  | 5.º           | 1.º           | 1.º           | Ab.   |
| JJ. OO. (Ruta)        | JJ. OO. (Ruta)        | No se disputó | No se disputó | No se disputó | 8.º  | No se disputó | No se disputó | No se disputó | 4.º  | No se disputó | No se disputó | No se disputó | —     |
| Mundial en Ruta       | Mundial en Ruta       | —             | —             | —             | 3.º  | —             | 3.º           | —             | 4.º  | 11.º          | —             | —             | —     |
| Italia en Ruta        | Italia en Ruta        | —             | 5.º           | —             | —    | —             | —             | —             | 1.º  | 2.º           | —             | —             | 25.º  |

—: No participa

Ab.: Abandona

X: Ediciones no celebradas

## Reconocimientos
- 2.º puesto en la Bicicleta de Oro (1998).

## Equipos
- Mercatone Uno (1992-1995)
  - Mercatone Uno-Zucchini (1992-1993)
  - Mercatone Uno-Medeghini (1995)
  - Mercatone Uno-Saeco (1995)
- MG Maglificio (1996-1997)
  - MG Boys Maglificio-Technogym (1996)
  - Riso Scotti-MG Boys Maglificio (1997)
- Asics-CGA (1998)
- Mapei-Quick Step (1999-2001)
- Fassa Bortolo (2002-2003)
- CSC (2004)